# Zamora Fútbol Club
|  | No s'ha de confondre amb Zamora CF. |

El Zamora Fútbol Club és un club de futbol veneçolà de la ciutat de Barinas.
El club va ser fundat l'any 2002 i jugà a l'estadi Agustín Tovar.

## Palmarès
- Lliga veneçolana de futbol:[1]
  - 2012-13, 2013-14, 2015, 2016, 2018

- Copa veneçolana de futbol:[2]
  - 1980, 1982